# Bernard Bloch
Bernard Bloch (Nova Iorque, 18 de junho de 1907 — New Haven, 26 de novembro de 1965) é um linguista estadunidense, professor da Universidade Brown e Universidade Yale. Ele foi presidente da Sociedade Linguística da América em 1953 e editor-chefe da renomada revista científica Language.
Filho do pintor modernista Albert Bloch, membro do Der Blaue Reiter, ele é considerado um dos principais linguistas da escola pós-bloomfieldiana, concentrado na descrição de sistemas de linguagem sincrônicos e no desenvolvimento de uma metodologia de coleta e análise de dados linguísticos.